# Regiunea Vatovavy-Fitovinany
Regiunea Vatovavy-Fitovinany este una dintre cele 22 unități administrativ-teritoriale de gradul I (faritra) ale Madagascarului. Reședința sa este orașul Manakara.